# Robert Foth
Robert Foth, né le 3 juillet 1958 à Buffalo, est un tireur sportif américain.

## Carrière
Robert Foth participe aux Jeux olympiques d'été de 1992 à Barcelone où il remporte la médaille d'argent dans l'épreuve de la carabine 50 mètres trois positions.